# Cissus antarctica
Vigne kangourou
Espèce
Classification phylogénétique
Cissus antarctica, la Vigne kangourou, est une espèce de plantes grimpantes de la famille des Vitaceae dont elle est l'une des plus connues. Elle est originaire d'Australie. C'est une plante grimpante à l'aide de vrilles, souvent utilisée comme plante d'appartement.

## Culture
Craint la chaleur (au-delà de 15 °C), notamment celle du chauffage central qui fait tomber les feuilles. C'est par contre une plante bien adaptée pour une entrée même un peu sombre.

## Dénominations
Ce taxon porte en français les noms vernaculaires ou normalisés suivants : Cissus à feuilles entières, Vigne kangourou.

## Systématique
Le nom correct complet (avec auteur) de ce taxon est Cissus antarctica Vent..
Cissus antarctica a pour synonymes :
- Cissus antarctica var. integerrima Domin
- Cissus antarctica var. pubescens Domin
- Cissus baudiniana Brouss.
- Cissus baudiniana Brouss. ex DC.
- Cissus baudiniana Planch.
- Cissus bodiniana Brouss.
- Cissus bodiniana Planch.
- Cissus glandulosa Poir.
- Vitis antarctica (Vent.) Benth.
- Vitis baudiniana F.Muell.
- Vitis kanguruh DC.
- Vitis lucida Fisch.
- Vitis lucida Fisch. ex Steud.